# Dai-Nipponjin
Dai-Nipponjin (pt-br: O Gigante do Japão/ inglês: Big Man Japan) é um filme japonês do gênero comédia/ficção científica, lançado em 2007 com a direção de Hitoshi Matsumoto (que também é o propagonista do filme).

## Enredo
O enredo é uma visão cômica e moderna dos velhos filmes japoneses de monstros que invadem as cidades causando pânico e destruição e para combater estes monstros, um herói incomum, de elevado tamanho, enfrentando as criaturas gigantes que ameaçam destruir tudo e todos, por onde passam.

## Elenco
- Hitoshi Matsumoto ..... Masaru Daisatô / Dai-Nihonjin;
- Riki Takeuchi ..... Haneru-no-jû;
- Ua ..... Manager Kobori;
- Ryûnosuke Kamiki ..... Warabe-no-jû;
- Haruka Unabara .... Shimeru-no-jû, entre outros.